# Streckentauchen
Beim Streckentauchen geht es darum, unter Wasser mit einem Atemzug (Apnoetauchen) eine möglichst weite Strecke zurückzulegen. Streckentauchen ist beim Rettungsschwimmen von Bedeutung und ist eine sportliche Disziplin beim Apnoetauchen.

## Rettungsschwimmen
Streckentauchen ist Bestandteil verschiedener Prüfungen der Wasserwacht und der Deutschen Lebens-Rettungs-Gesellschaft (DLRG) und Voraussetzung für die Erlangung eines Schwimmabzeichens in vielen Ländern, z. B. in Deutschland und Österreich.

## Streckentauchen als sportliche Disziplin
Beim Apnoetauchen als Wettkampfdisziplin wird zwischen Streckentauchen mit Flossen (Dynamic With Fins (DYN)) und Streckentauchen ohne Flossen (Dynamic Without Fins (DNF)) unterschieden, wobei die Wettkämpfe in Schwimmbecken durchgeführt werden. Die aktuellen Weltrekorde des internationalen Verband der Freitaucher (AIDA): siehe Apnoetauchen#Offizielle Weltrekorde (nach AIDA).
Bei den Olympischen Sommerspielen 1904 fand einmalig ein Wettkampf im Kopfweitsprung statt; dabei mussten die Teilnehmer nach einem Hechtsprung unter Wasser eine möglichst weite Entfernung zurücklegen, ohne jedoch Schwimmzüge zu machen. Es gewann der Amerikaner William Dickey mit 19,05 m vor vier Landsleuten.

## Gefahren und Risiken
Bei normaler körperlicher Konstitution ist Streckentauchen unbedenklich, solange es nicht alleine ausgeführt wird. Nach den Richtlinien aller Tauch- und Schwimmsportverbände sollte eine erfahrene Person zur Sicherung bereitstehen, um den Schwimmer beziehungsweise Taucher im Falle eines Unfalls zu retten. Probleme können bei der vorherigen, bewussten Hyperventilation auftreten: Durch Hyperventilation wird zwar der Atemreiz hinausgezögert, jedoch verringern sich die Sauerstoffanteile im Blut normal weiter. Bei ausbleibendem Atemreiz kann es dann zum so genannten Schwimmbad-Blackout kommen.